# Rada Stanu (Królestwo Polskie 1918)

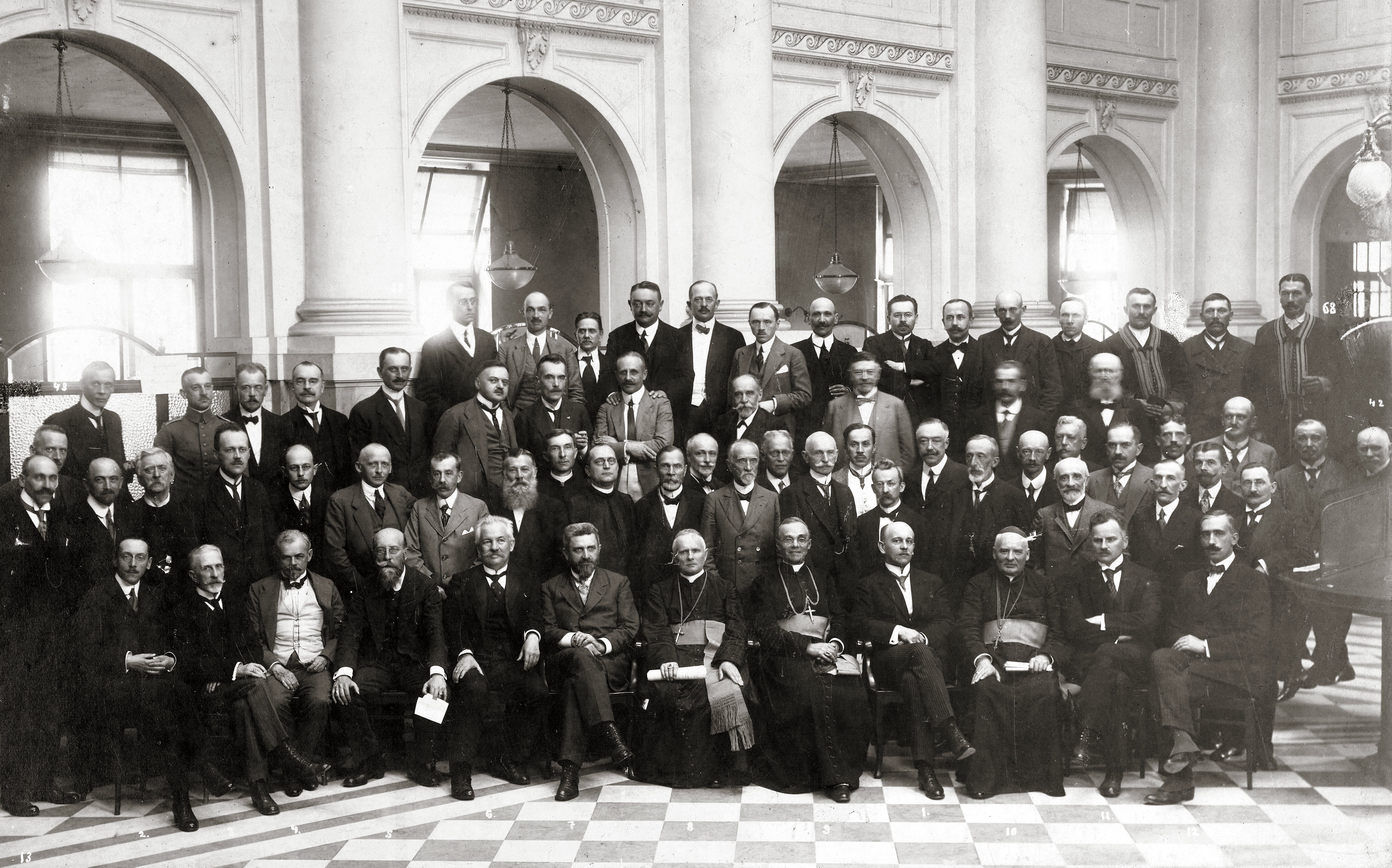
Rada Stanu Królestwa Polskiego, wrzesień 1918

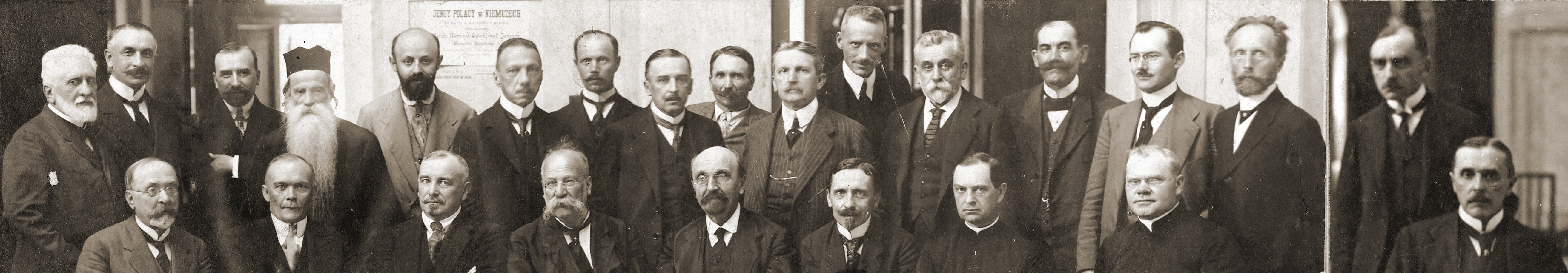
Członkowie Rady Stanu Królestwa Polskiego (uzupełnienie), wrzesień 1918

Rada Stanu Królestwa Polskiego – organ przedstawicielski Królestwa Polskiego, istniejący w 1918 r.

## Utworzenie
Rada Stanu została utworzona na podstawie wydanej przez Radę Regencyjną ustawy o Radzie Stanu Królestwa Polskiego z 4 lutego 1918 r. stosownie do art. II i III patentu z dnia 12 września 1917 r. w sprawie władzy Państwowej w Królestwie Polskiem, wydanego przez generalnych gubernatorów warszawskiego i lubelskiego, w imieniu cesarza Niemiec oraz cesarza Austrii i króla Węgier.

## Kompetencje
Wedle patentu z 12 września w sprawach, których administracja nie została przekazana polskiej władzy państwowej, wnioski mogły być rozpatrywane tylko za zgodą (niem. Zustimmumg) państw okupacyjnych. Generalny Gubernator mógł w tych sprawach wydawać zarządzenia po wysłuchaniu (nach Anhörung) Rady Stanu. Zaś dla zabezpieczenia ważnych interesów wojennych mógł on bez konieczności wysłuchiwania Rady wydawać niezbędnie potrzebne zarządzenia z mocą prawa, które tylko w tym samym trybie mogły być zmienione bądź uchylone. Ustawy i rozporządzenia polskich władz, z których dla ludności wypływają prawa i obowiązki, musiały być przed wydaniem podane do wiadomości Generalnego Gubernatora tego państwa okupacyjnego, w którego obszarze administracyjnym miały wejść w życie, mógł zablokować je w ciągu dni 14 po przedłożeniu.

## Skład i organizacja
Rada Stanu składała się z 43 członków mianowanych przez Radę Regencyjną, 12 członków wchodzących w jej skład z urzędu oraz 55 członków wybranych przez sejmiki powiatowe (powołane przez okupantów) oraz rady miejskie Warszawy, Łodzi i Lublina, w wyborach przeprowadzonych 9 kwietnia 1918 r. W wyborach wzięły udział dwa bloki stronnictw reprezentowane przez Centralny Komitet Wyborczy (Międzypartyjne Koło Polityczne) oraz Narodowy Komitet Wyborczy (koalicja Związku Budowy Państwa Polskiego ze Stronnictwem Narodowym, Ligą Państwowości Polskiej, Klubem Pracy Narodowej, Centrum Narodowym, Demokracją Polską i Stronnictwem Polityki Czynnej) Wśród członków Rady wybranych 9 kwietnia było tylko 15 aktywistów, całą resztę mandatów otrzymali pasywiści. Na czele Rady stał marszałek. Prezydium Rady tworzyli marszałek, dwóch wicemarszałków oraz czterech sekretarzy. Rada Stanu prace prowadziła poprzez 17 komisji: administracyjną, budżetową finansowo-gospodarczą, główną, ochrony lokatorów, ochrony pracy, oświatową, petycyjną, wniosków prawodawczych, redakcyjną, regulaminową, rolną, rugów, sądową, sejmową, wojskową i zdrowia.

## Działalność
Postanowieniem z 14 czerwca 1918 r. Rada Regencyjna mianowała Franciszka Jana Pułaskiego na stanowisko Marszałka Rady Stanu. Na stanowiska wicemarszałków zostali powołani Józef Mikułowski-Pomorski oraz Stefan Bądzyński, zaś na stanowiska sekretarzy – Eugeniusz Krasuski, August Popławski, Jan Skotnicki i Henryk Wyrzykowski.
Otwarcie Rady Stanu odbyło się 21 czerwca 1918 r. W ramach jedynej sesji Rada zebrała się na 14 posiedzeniach plenarnych, uchwalając jedynie 4 ustawy. Została rozwiązana przez Radę Regencyjną Orędziem do Narodu Polskiego z 7 października 1918 r. po przyjęciu przez państwa centralne zasad pokojowych 14 punktów Wilsona, zadeklarowaniu niepodległości Królestwa i zamiarze stworzenia nowego rządu. Organ ustawodawczy Królestwa Polskiego nie zdążył doprowadzić do końca prac nad wieloma ustawami, jednak przygotowane projekty stały się podstawą dla późniejszych dekretów Naczelnika Państwa.